# يحيى بن سليم
يحيى بن سليم، (-يوليو 1841) هو يحيى بن سليمان بن يحيى بن عبد الله  بن محمد بن زامل،وهو أول امير من عائلة آل سليم من آل زهري بن جراح يحكم عنيزة على فترتين منذ 1823 وحتى 1841